# Syllis castroviejoi
Syllis castroviejoi är en ringmaskart som beskrevs av Capa, San Martín och López 200. Syllis castroviejoi ingår i släktet Syllis och familjen Syllidae. Inga underarter finns listade i Catalogue of Life.